# Barry Hume
Barry Hume (Glasgow, 30 januari 1982) is een  professional golfer uit Schotland.

## Amateur
Hume zat in 1997 in de Schotse selectie.

#### Gewonnen
- 1999: Scottish Boys Strokeplay Championship
- 2001: Scottish Amateur Championship, European Under 21 Championship
- 2002: Scottish Strokeplay Championship

## Professional
Hume werd in 2002 professional en speelde dat seizoen op de Europese Tour. Hij eindigde op de 183ste plaats en speelde het jaar daarop op de Challenge Tour. Hij heeft als professional nog geen overwinningen behaald.